# Drievuldigheidskerk (Worms)

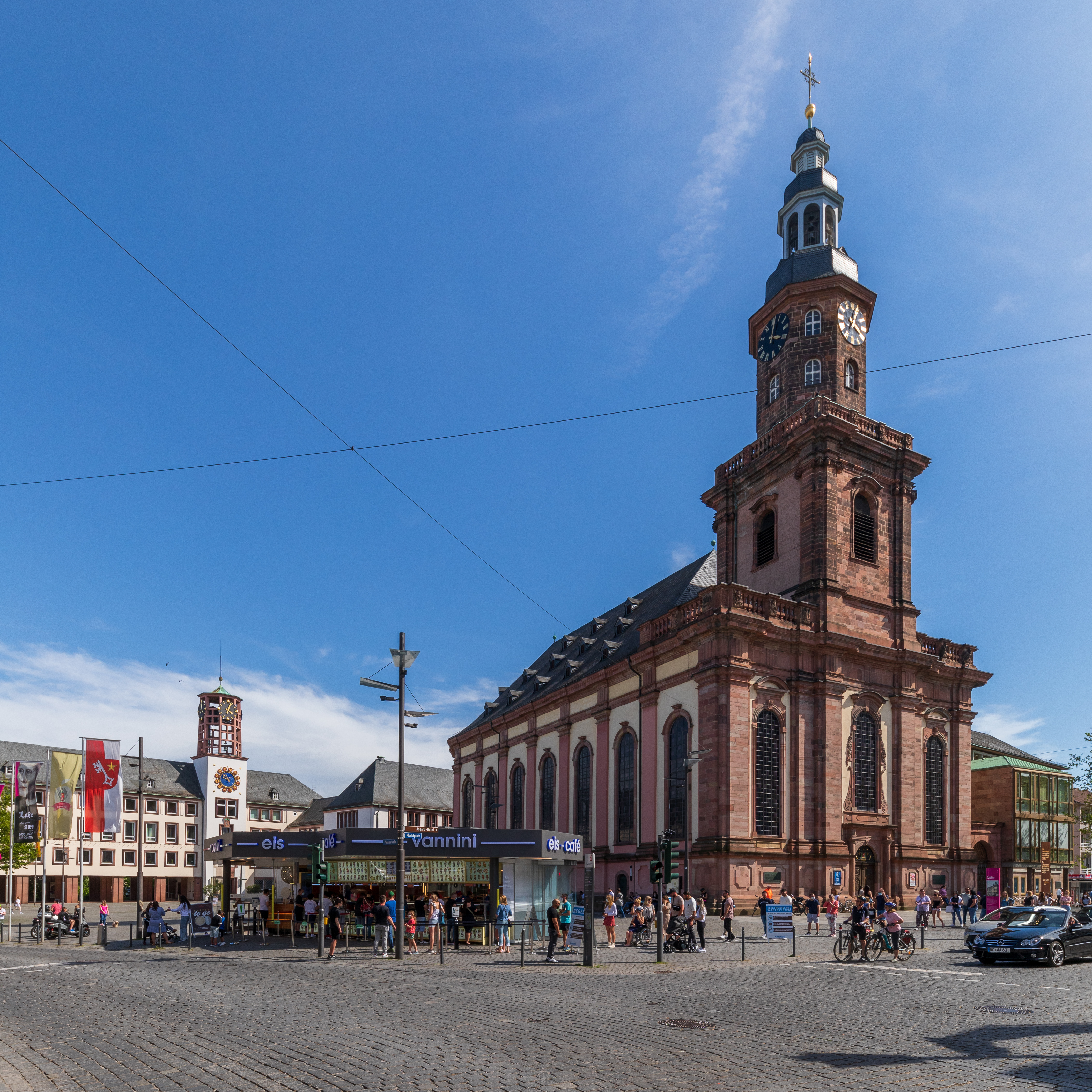
Drievuldigheidskerk

De Drievuldigheidskerk is een kerkgebouw in het centrum van de Duitse stad Worms. De bouw van deze barokke kerk werd gestart in 1709, na de verwoesting van Worms in 1689, ten gevolge van de Negenjarige Oorlog (1688-1697). Deze kerk is toegewijd aan de drievuldigheid van God.

## Beschrijving
Het gebouw houdt de herinnering levend aan Maarten Luther en zijn confrontatie met keizer Karel V tijdens de rijksdagen in 1521 te Worms. Tijdens het bombardement op 21 februari 1945 stonden enkel nog de toren en enkele muren overeind. De restauratie gebeurde tussen 1955 en 1959 in Bauhausstijl. Mensen van over de hele wereld bezoeken deze kerk als ze op zoek zijn naar de geschiedenis van de reformatie. Ze is versierd met glasramen van Wilhelm Buschulte (1923-2013) en met een orgel met 3744 pijpen, 56 registers en drie klavieren.
De kerk beschikt over 1150 zitplaatsen en heeft een goede akoestiek en is meer een evenementenplaats dan een gebedshuis.

## Galerij

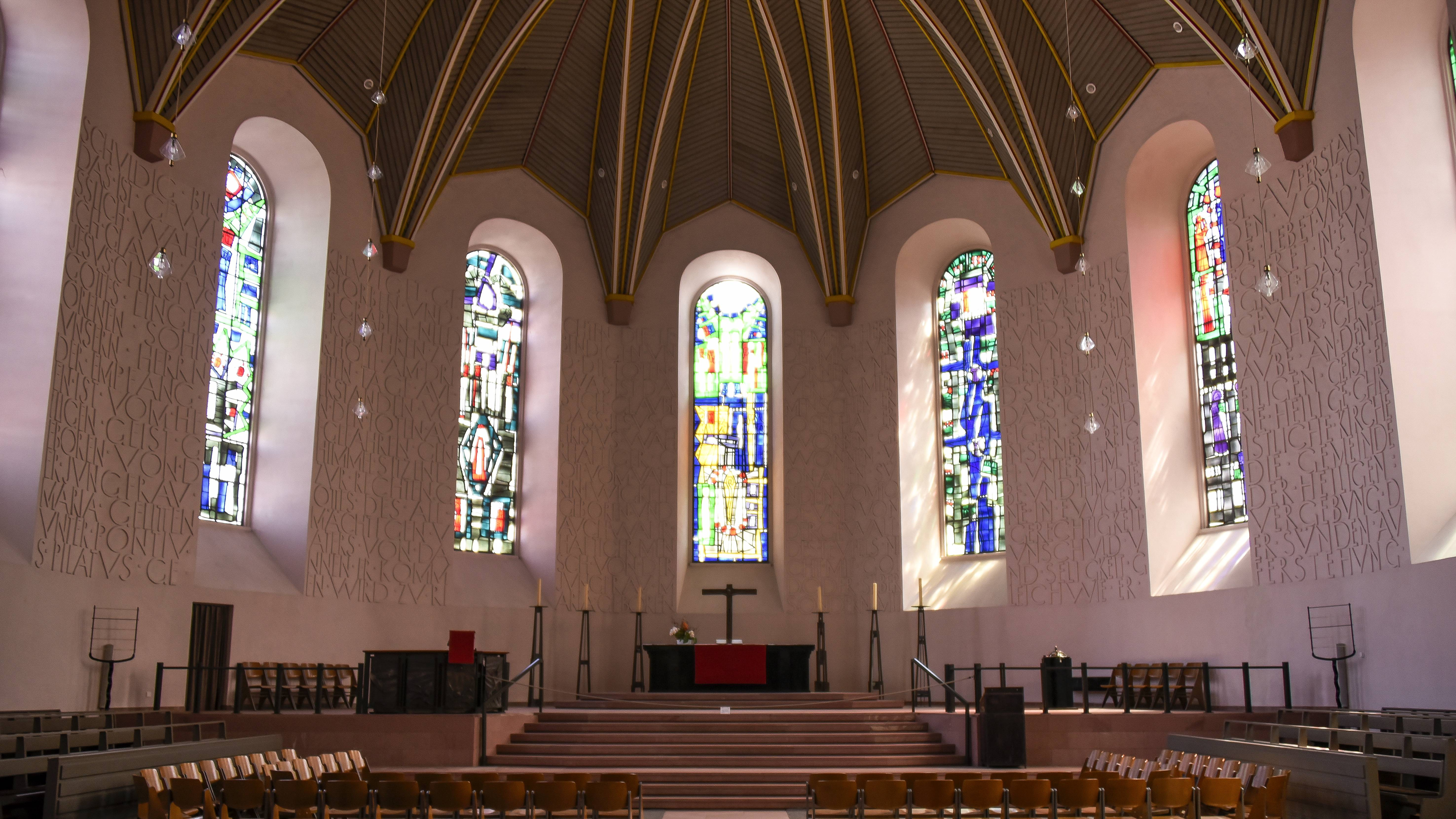
Priesterkoor en glasramen
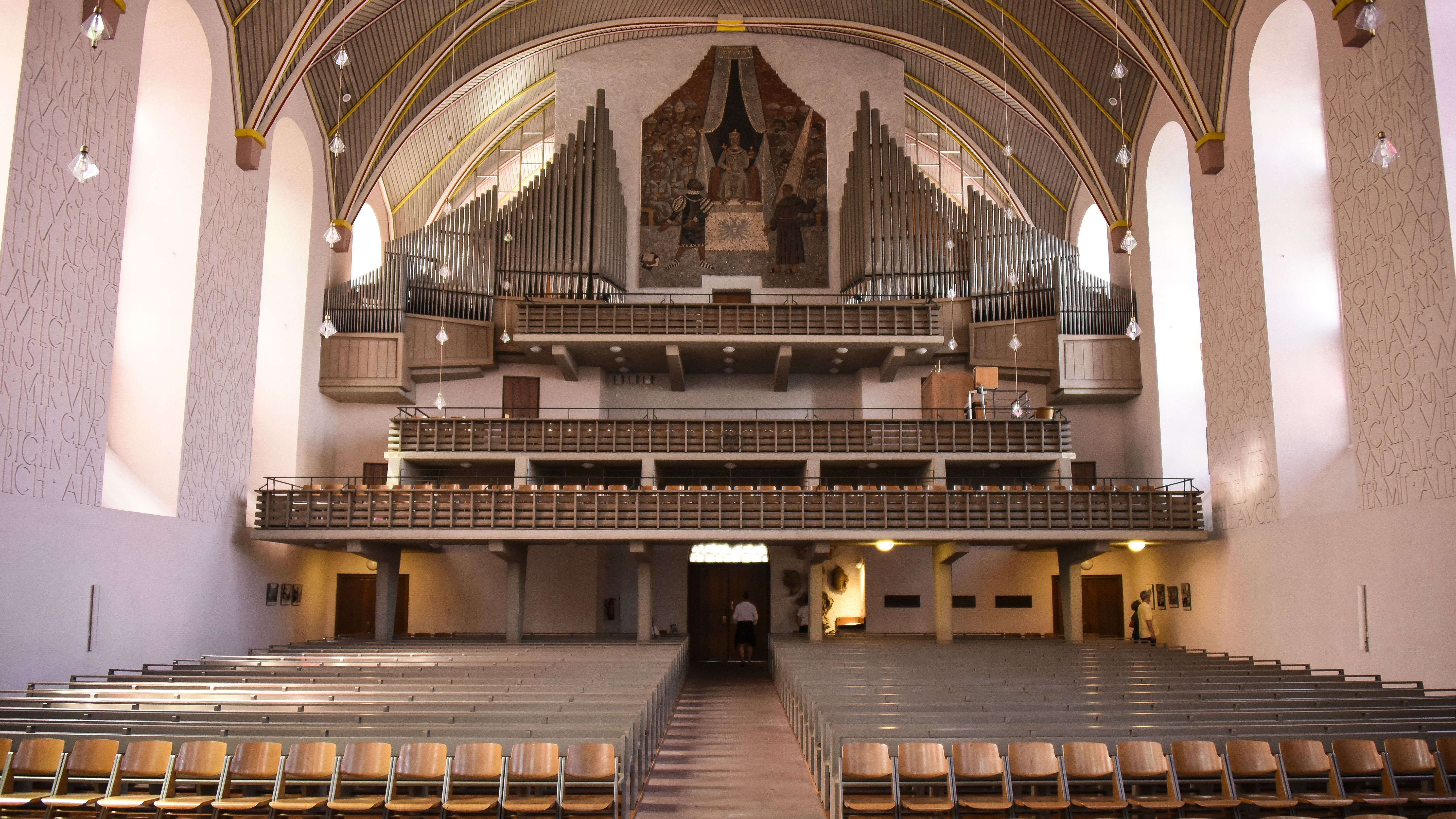
Orgel
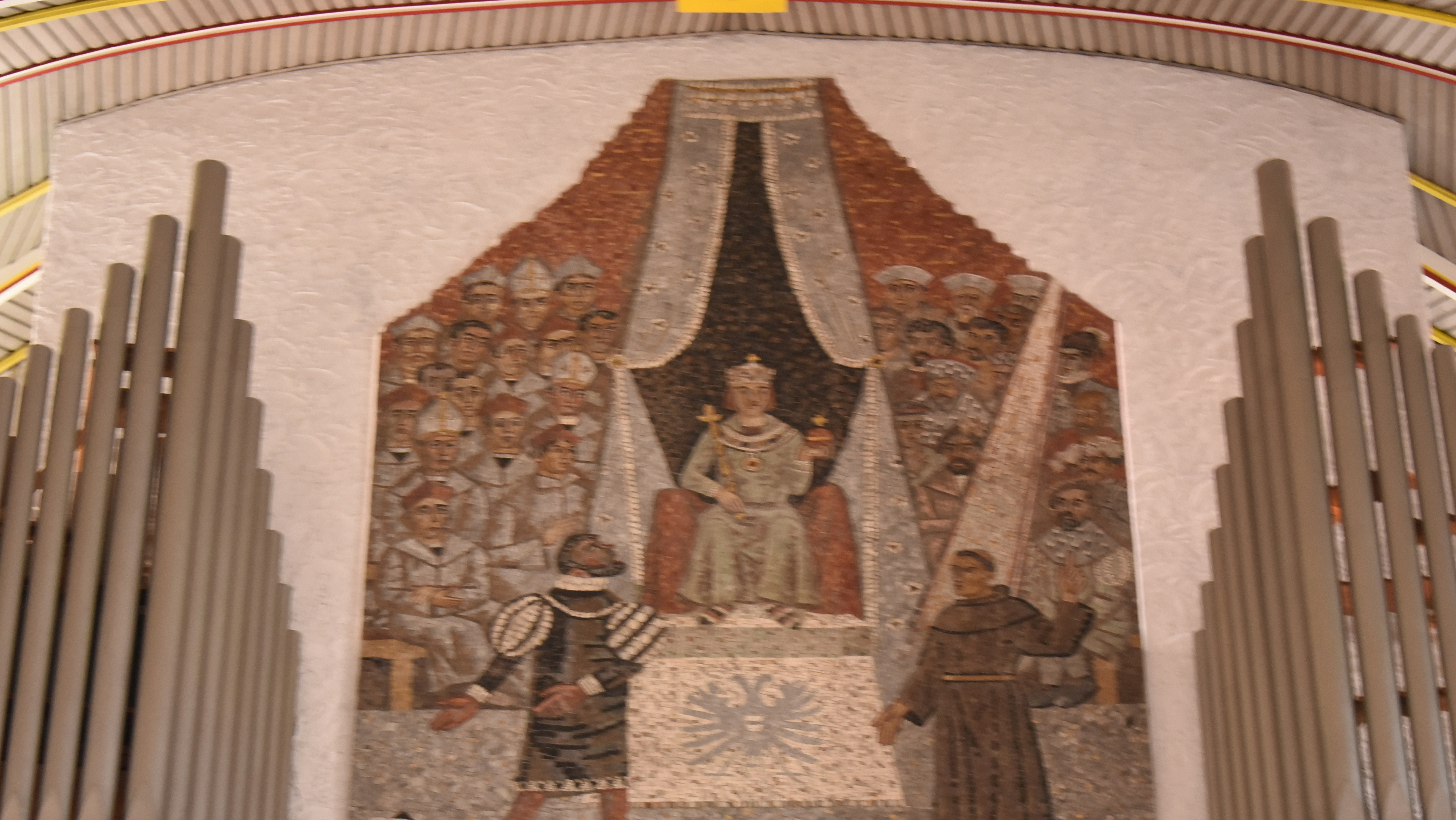
Kunstwerk boven het orgel